# Eruguera bicolor
L'eruguera bicolor (Coracina bicolor) és una espècie d'ocell de la família dels campefàgids (Campephagidae). Habita els boscos, localment al nord de Sulawesi incloent les properes illes Manterawu, Bangka, Muna, Butung, Togian i Sangihe.